# Joachim von Sandrart

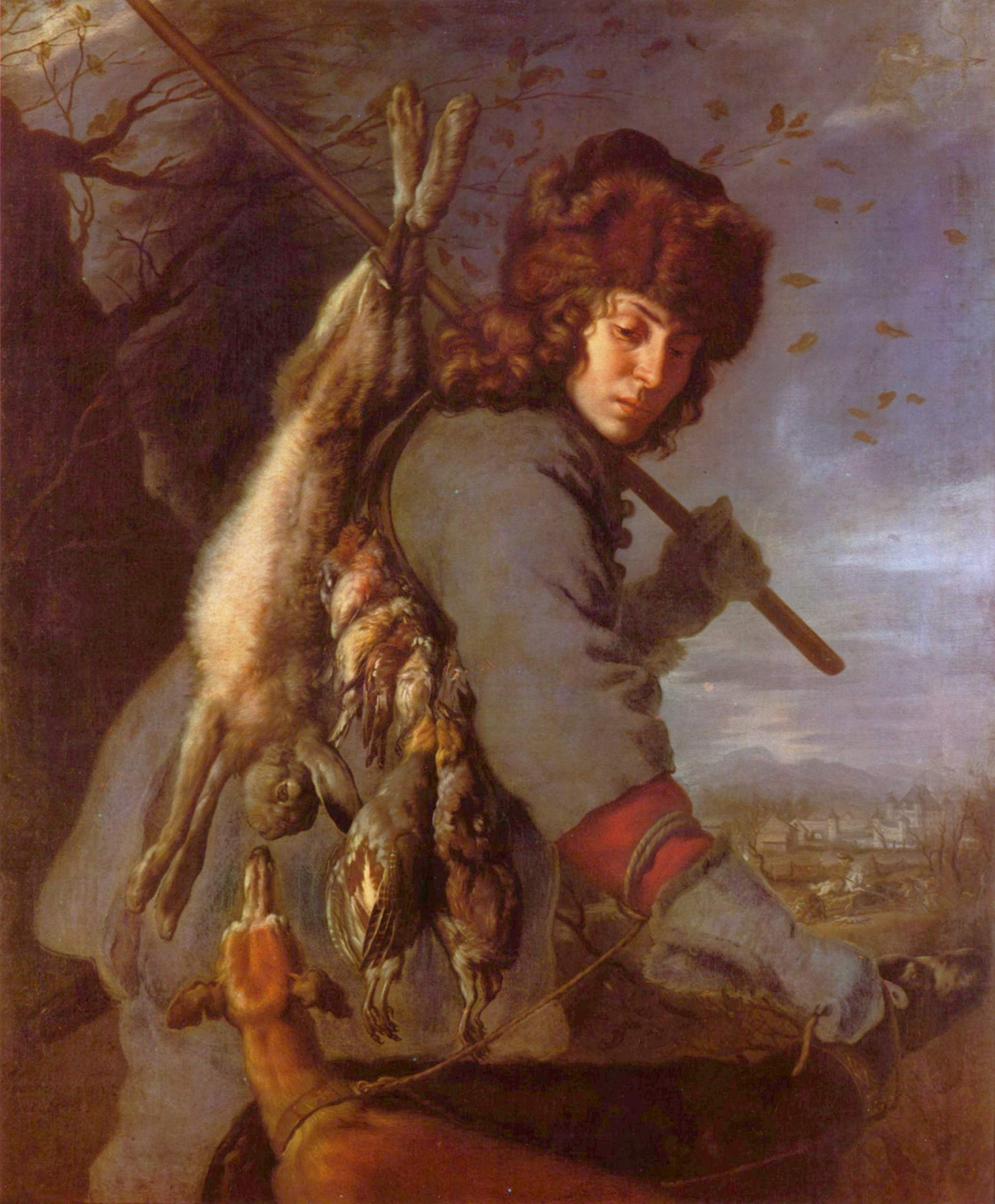
Listopad (1643)

Joachim von Sandrart (ur. 12 maja 1606 we Frankfurcie nad Menem, zm. 14 października 1688 w Norymberdze) – niemiecki malarz, miedziorytnik i teoretyk sztuki okresu baroku.
Uczył się we Frankfurcie nad Menem, Strasburgu, Pradze i Utrechcie. W latach 1623–27 był uczniem Gerrita van Honthorsta. W latach 1627–28 przebywał w Londynie, w latach 1629-35 we Włoszech (Wenecja, Bolonia, Rzym).
W 1653 nadano mu tytuł szlachecki. Od 1674 był dyrektorem nowo założonej Akademii Sztuki w Norymberdze.
Jest autorem 2-tomowego dzieła Teusche Akademie der edlen Bau-, Bild- und Malereikuenste (wyd. w Norymberdze w latach 1675-79), zawierającego m.in. zbiór życiorysów artystów wszystkich epok, w tym licznych twórców niemieckich.
Malował obrazy alegoryczne, mitologiczne, historyczne, portrety oraz obrazy ołtarzowe (7 ołtarzy w kościele benedyktyńskim w Lambach).
Na zlecenie Maksymiliana I wykonał cykl Dwunastu miesięcy i alegorycznych przedstawień Nocy i dni w Neue Schloss w Oberschleissheim k. Monachium.
W swoim eklektycznym malarstwie łączył wpływy holenderskie z elementami barokowego malarstwa flamandzkiego (Rubens) i weneckiego.

## Wybrane dzieła
- Listopad (1643) – Schleissheim, Staatsgalerie
- Mars, Wenus i Kupidyn (ok. 1630) – Sankt Petersburg, Ermitaż
- Minerwa i Saturn chronią sztuki i nauki (1644) – Wiedeń, Kunsthistorisches Museum
- Mistyczne zaślubiny św. Katarzyny (1642) – Wiedeń, Kunsthistorisches Museum
- Odyseusz i Nauzyka (1688) – Amsterdam, Rijksmuseum
- Święta Rodzina – Rennes, Musée des Beaux-Arts
- Wielki targ rybny (1654-55) – Wiedeń, Kunsthistorisches Museum